# Plagiocarpus
Genre
Plagiocarpus est un genre de plantes à fleurs dicotylédones de la famille des Fabaceae, sous-famille des Faboideae, originaire d'Australie, qui comprend sept espèces acceptées.

## Liste d'espèces
Selon Plants of the World Online :
- Plagiocarpus arcuatus I.Thomps.
- Plagiocarpus arnhemicus I.Thomps.
- Plagiocarpus axillaris Benth.
- Plagiocarpus conduplicatus I.Thomps.
- Plagiocarpus dispermus I.Thomps.
- Plagiocarpus lanatus I.Thomps.
- Plagiocarpus longiflorus I.Thomps.